# Birgitte Bonnesen
Birgitte Bonnesen, född 18 maj 1956 i Odder på Jylland i Danmark, är en dansk-svensk tidigare företagsledare. Hon var mellan 2016 och 2019 verkställande direktör för Swedbank och mellan 2017 och 2019 ordförande för Svenska Bankföreningen.

## Biografi
Birgitte Bonnesen är dotter till köpmannen Sven Bonnesen och egenföretagaren Birte Bonnesen. Hon växte upp på Jylland. 1979–1985 studerade hon ekonomi, engelska och franska på Århus universitet med en magisterexamen 1985.
Hon flyttade till Sverige 1987 och började samma år arbeta på Första Sparbanken, vilken senare skulle bli Swedbank. Åren 2009–2011 var hon chef för bankens internrevison, mellan 2011 och 2014 var hon chef för Swedbanks verksamhet i Estland, Lettland och Litauen, och från 2015 chef för bankens verksamhet i Sverige. Hon var verkställande direktör i Swedbank 2016–2019.

## Avgång 2019 och rättsligt efterspel
Under hösten 2018 försäkrade Bonnesen att Swedbank inte har utländska kunder i Baltikum, som bara flyttar pengar via banken. Genom att SVT:s Uppdrag granskning den 20 februari 2019 sände ett program om sin granskning av Swedbanks kunder i Baltikum under tidigare år kom Bonnesens tidigare uttalanden att ifrågasättas, och hon tvingades avgå på morgonen för bolagsstämman den 28 mars 2019.
Hon lämnade även uppdraget som ordförande för Svenska Bankföreningen när hon fick sparken som vd för Swedbank.
Den 23 mars 2020 meddelande Swedbank att dess styrelse beslutat att ensidigt häva avtalet om avgångsvederlag till Bonnesen. Totalt skulle Bonnesen ha fått ett avgångsvederlag (en s.k. fallskärm) på 18 månadslöner, cirka 21,5 miljoner kronor, enligt bankens årsredovisning.
Chefsåklagare Thomas Langrot vid Ekobrottsmyndigheten beslutade den 4 januari 2020 att väcka åtal mot Bonnesen för grovt svindleri, alternativt grov marknadsmanipulation. Åtalet rör Bonnesens uttalanden under 2018 och 2019 om bankens arbete mot penningtvätt i Baltikum. Åklagaren menade att Bonnesen medvetet eller av grov oaktsamhet spridit vilseledande uppgifter som påverkat investerares bedömning av bolaget. Detta var första gången som en tidigare vd för en av de svenska storbankerna åtalades för brott begångna i tjänsten. Åklagaren yrkade vid tingsrättsförhandlingen på att hon skulle dömas till två års fängelse men den 25 januari 2023 friades Bonnesen på alla punkter av Stockholms tingsrätt.
Domen överklagades och den 10 september 2024 dömde Svea Hovrätt Bonnesen till fängelse i ett år och tre månader för grovt svindleri. Hon frikändes från åtalet i övriga delar.